# Sean De Bie
Sean De Bie (Bonheiden, 3 ottobre 1991) è un ex ciclista su strada e ciclocrossista belga.
Professionista dal 2014 al 2021, nel 2015 ha vinto la Primus Classic Impanis-Van Petegem e nel 2016 la classifica finale della Tre Giorni delle Fiandre Occidentali.

## Palmarès

### Strada
- 2009 (Juniores)

1ª tappa Aubel-Thimister-La Gleize (Aubel > Aubel)
2ª tappa Tour de Himmelfart (Odder > Odder)
5ª tappa Tour de Himmelfart (Odder > Odder)
- 2011 (Ovyta-Eijssen-Acrog)

1ª tappa Toscana-Terra di ciclismo (Grosseto > Grosseto)
- 2012 (Ovyta-Eijssen-Acrog)

1ª tappa Triptyque des Monts et Châteaux (Estaimbourg > Quevaucamps)
- 2013 (Leopard-Trek Continental)

Campionati europei, Prova in linea Under-23
- 2015 (Lotto-Soudal, due vittorie)

4ª tappa Tour de Luxembourg (Mersch > Lussemburgo)
Primus Classic Impanis-Van Petegem
- 2016 (Lotto-Soudal, una vittoria)

Classifica generale Tre Giorni delle Fiandre Occidentali
- 2018 (Veranda's Willems-Crelan, una vittoria)

4ª tappa Étoile de Bessèges (Chusclan > Laudun-l'Ardoise)

### Altri successi
- 2016 (Lotto-Soudal)

Classifica giovani Tre Giorni delle Fiandre Occidentali

## Piazzamenti

### Grandi Giri
- Giro d'Italia

2016: 108º
2017: ritirato (16ª tappa)

### Classiche monumento
- Giro delle Fiandre

2015: ritirato
2018: 87º
- Parigi-Roubaix

2015: ritirato
Liegi-Bastogne-Liegi
2017: ritirato

### Competizioni mondiali
- Campionati del mondo su strada

Mosca 2009 - In linea Juniores: 6º
Copenhagen 2011 - In linea Under-23: 83º
- Campionati del mondo di ciclocross

Treviso 2008 - Juniores: 8º
Hoogerheide 2009 - Juniores: 9º